# حميراء بيغوم
الملكة حميراء بيغوم ( 24 يوليو 1918- 26 يونيو 2002) هي زوجة ملك أفغانستان محمد ظاهر شاه وآخر ملكة قرينة في أفغانستان، وهي ابنة السردار أحمد شاه خان من زوجته الأولى زرين بيغوم.

## الزواج
تزوجت حميراء بيغوم من ابن عمها ولي العهد الأمير محمد ظاهر شاه في عام 1931 في كابول، وأنجبا ستة أبناء وابنتين:
- الأميرة بلقيس بيغوم (17 أبريل 1932)
- الأمير محمد أكبر خان (4 أغسطس 1933- 26 نوفمبر 1942)
- ولي العهد الأمير أحمد شاه (23 سبتمبر 1934)
- الأميرة مريم بيغوم ( 2 نوفمبر 1936)
- الأمير محمد نادر خان ( 21 مايو 1941)
- الأمير شاه محمد خان ( 15 نوفمبر 1946-7 ديسمبر 2002)
- الأمير محمد داوود باشتونيار خان (14 أبريل 1949)
- الأمير مير ويس خان (7 يناير 1957)

## ملكة أفغانستان
في 8 نوفمبر 1933 وبعد اغتيال والد زوجها الملك محمد نادر شاه، تم تتويج ابنه ملكاً وتتويج حميراء بيغوم ملكة قرينة. في عام 1946 أسست الملكة حميراء بيغوم جمعية المرأة والتي تعتبر أول مؤسسة نسائية في أفغانستان. وفي عام 1959 قامت بخلع حجابها تلبية لدعوة رئيس الوزراء محمد داوود خان للنساء الأفغانيات بخلعهن الحجاب.

## النفي
في عام 1973 وبينما كان زوجها الملك محمد ظاهر شاه في إيطاليا يخضع لعملية جراحية في عينه فضلاً عن عملية في الظهر، قام ابن عمه ورئيس وزرائه السابق محمد داوود خان بانقلاب على نظام الحكم وأعلن عن تأسيس حكومة جمهورية، وكان داوود خان قد أقيل من منصبه من قبل الملك قبل عقد من الزمان. وفي أغسطس التالي للانقلاب تنازل الملك محمد ظاهر شاه عن الحكم بدلاً من المخاطرة في إدخال البلاد في حرب أهلية،
قضت حميراء بيغوم مع زوجها الملك التسعة وعشرون عاماً التالية في المنفى في إيطاليا في ڤيلا متواضعة في مجمع أولغياتا الغني في ڤياكاسيا شمال مدينة روما.

## الوفاة
قبل أسابيع قليلة من عودتها المقررة إلى أفغانستان برفقة زوجها والذي كان قد عاد مؤخراً، نقلت حميراء بيغوم إلى المستشفى بسبب أزمة قلبية ومشاكل في التنفس، حيث توفيت بعد يومين.
أعيد جثمانها إلى أفغانستان وتم استقباله بحضور كبير من قبل عسكريين ومدنيين وزعماء قبائل ووزراء في حكومة الرئيس حامد كرزاي، وأقيمت لها مجالس تأبينية في مسجدين بكابول، ودفن جثمانها في الضريح الملكي في العاصمة كابول.

## وصلات خارجية
- http://www.jfklibrary.org/Asset-Viewer/Archives/JFKWHP-1963-09-05-E.aspx Dinner in honor of King Mohammad Zahir Shah of Afghanistan